# Alexandru Paleologu
Alexandru Paleologu (pronunciación en rumano: [alekˈsandru pálido.oˈloɡu]; 14 de marzo de 1919 – 2 de septiembre de 2005) fue un ensayista rumano, crítico literario, diplomático y político. Él es el padre de historiador Theodor Paleologu.

## Biografía
Paleologu nació en Bucarest, en una familia rumana boyar que reclamó la descendencia de la última dinastía dominante (Palaiologos) del Imperio bizantino. Se habían mudado de Lesbos Isla a principados danubianos a principios del siglo XVIII. Paleologu fue también, tras varios matrimonios, un descendiente del príncipe Valaco Constantin Brâncoveanu. El padre de Alexandru Paleologu, Mihail Paleologu fue un abogado y miembro del Parlamento Liberal Nacional, más tarde secretario general en los Ministerios de Justicia y Finanzas, quién fue conocido por su conexión con Grigore Iunian.
Se graduó en el Instituto Spiru Haret en Bucarest y entonces estudió Derecho en la Universidad de Bucarest. En 1944, después del Golpe Real que derrocó la dictadura de Ión Antonescu y sacó a Rumanía fuera del Eje, Paleologu participó en el comité rumano del armisticio con los Aliados y, entre 1946 y 1948, trabajó para el Ministerio Rumano de Asuntos Exteriores. Con la instauración del régimen comunista se estableció, bajo vigilancia de la Securitate, y vivió escondido con un nombre falso en Câmpulung hasta 1956, cuando en que empezó a trabajar como investigador en el Instituto de Historia de Arte Antiguo de la Academia Rumana .
En 1959, Paleologu fue arrestado y sentenciado a 14 años de trabajo forzado. En prisión, conoció a muchas otras personas importantes en la cultura rumana como Constantin Noica y Alexandru Ivasiuc. Fue liberado en 1964, y trabajó en el mismo Instituto en la sección de Teatro. Fue el secretario literario del Teatro Constantin Nottara de Bucarest y, en 1967, se convirtió en un miembro de la Unión de Escritores Ruamnos. Entre 1970 y 1976 fue un escritor para la editorial Cartea Românească.
Después de la Revolución Rumana de 1989, fue nombrado embajador de Rumanía en Francia (empezando el 1 de febrero de 1990), pero fue reemplazado en junio de 1990 porque él fue un partidario del Golaniad en el movimiento de la Plaza Universitaria (fue autoproclamadado "embajador de los hooligans" - ambasadorul golanilor), también debido a su perspectiva promonárquica.
Más tarde se convirtió en miembro del Partido de Alianza Cívico, fundado por Nicolae Manolescu y fue elegido un senador por Argeș durante las elecciones de 1992. Fue un senador de Liberal Nacional por Vrancea (en las listas de Convención Democrática Rumana) continuando en las elecciones de 1996, y siendo reelegido por Bucarest durante el sufragio de 2000 (prestando servicio hasta que 2004).
Años después en 1989 admitó en un libro de entrevistas con el historiador y novelista Stelian Tănase que durante el periodo comunista finalmente terminó colaborando con Securitate y pidió a los rumanos que le perdonaran.

## Obras
- Spiritul și litera. Eseuri critice, 1970
- Bunul-simț ca Paradoja. Eseuri, 1972
- Simțul practic. Eseuri și polemici, 1974
- Treptele lumii sau calea către sine Un lui Mihail Sadoveanu, 1978
- Ipoteze de lucru. Studii și eseuri literare, 1980
- Alchimia existenței. Eseuri și portrete, 1983. Segunda edición revisada, 1997
- Souvenirs merveilleux d'un ambassadeur des golans (Minunatele amintiri ale unui ambasador al golanilor), Editura Ballard, 1992; Editura Humanitas, 1993
- Sfidarea memoriei, 1995 (un diálogo con Stelian Tănase)
- Despre lucruri cu adevărat importante, 1997. Segunda edición 1998
- Interlocuțiuni, 1997
- Educadoțea ca armă. Convorbiri și articole mai mult sau mai puțEn politice, 2000
- L'Occidente est à l'Est, 2001
- Breviar pentru pastrarea clipelor. Convorbiri cu Filip-Lucian Iorga, 2005